# 马拉巴老鹰足球俱乐部
马拉巴老鹰足球俱乐部（葡萄牙语：Águia de Marabá Futebol Clube），是巴西帕拉州马拉巴市的一个足球俱乐部。该俱乐部成立于1982年，1999年成为职业俱乐部。